# Wiki

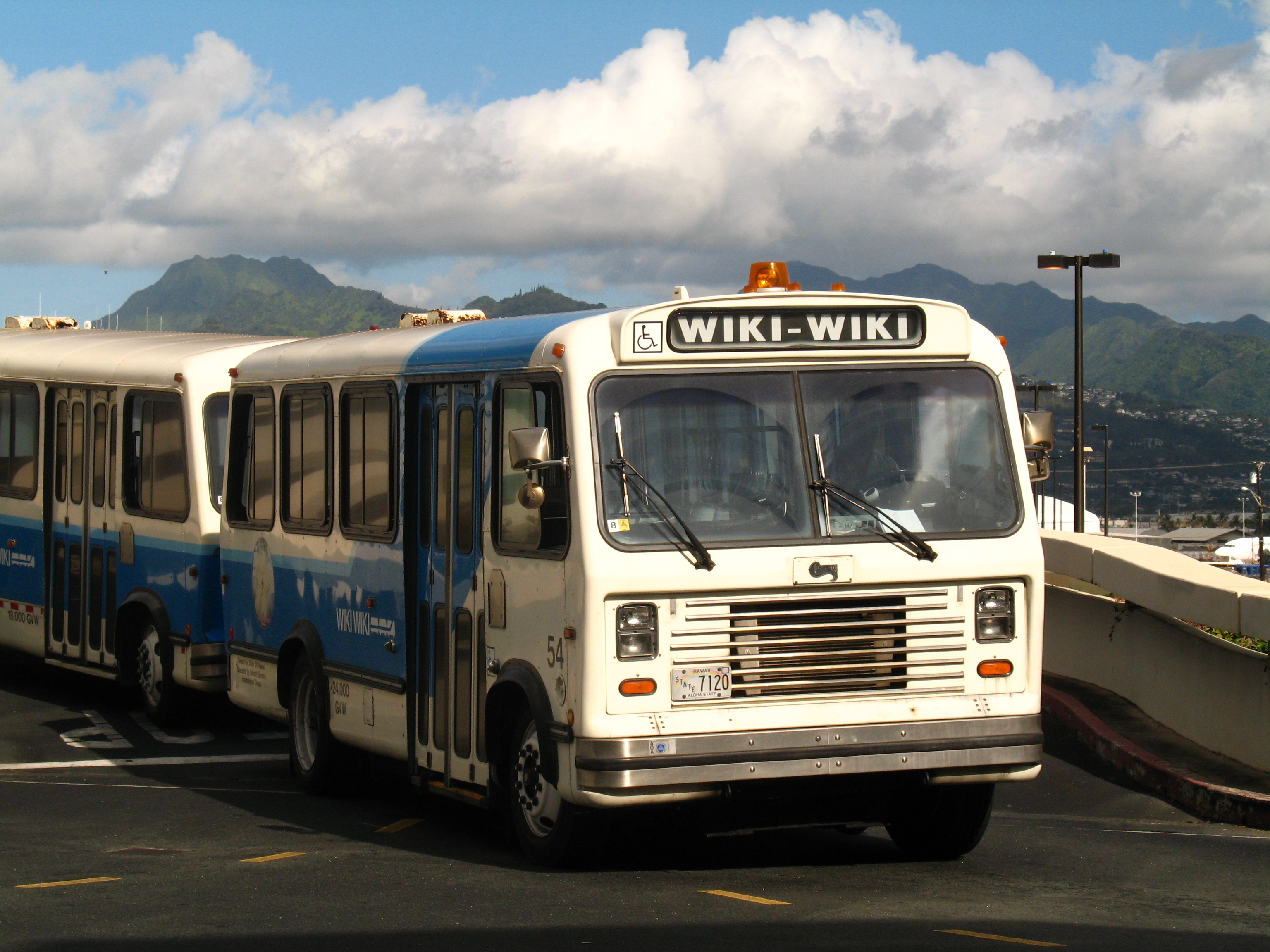
Wiki Wiki Bus, Honolulu

Wiki je označení webů (nebo obecněji hypertextových dokumentů), které umožňují uživatelům přidávat obsah podobně jako v internetových diskusích, ale navíc jim také umožňují měnit stávající obsah; v přeneseném smyslu se jako wiki označuje software, který takovéto weby vytváří.
Původně se termín wiki používal zcela opačně. Wiki bylo označení typu softwaru a weby postavené na wiki byly označovány jako wiki-weby. Postupně došlo k přenesení významu slova wiki na výsledný web a pro použitou platformu byl zaveden termín wiki-software.
V užším smyslu jsou někdy Wiki (s velkým „W“) a WikiWikiWeb používány jako odkaz na Portland Pattern Repository, první wiki. Zastánci užívání tohoto významu doporučují pro rozlišení zde diskutovaného všeobecného významu používat malé „w“.
Název wiki wiki pochází z havajštiny, ve které je to výraz pro „rychlý“, resp. „velmi rychlý“.
Někdy jsou používány termíny wikiwiki nebo WikiWiki namísto termínu wiki.

## Základní charakteristika
Wiki umožňuje vytvářet dokumenty kolektivně pomocí jednoduchého značkovacího jazyka za použití webového prohlížeče. Jedna strana ve wiki je označována jako „wiki stránka“, zatímco celá skupina stránek, které bývají obvykle značně propojeny, je nazývána „wiki“.
Jedna z definičních charakteristik wiki technologie je snadné vytváření a aktualizace stránek. Obecně není před přijetím stránky prováděna žádná kontrola a většina systémů wiki je otevřena veřejnosti – nebo přinejmenším komukoli, kdo má přístup na wiki server. Zpravidla není vyžadována ani registrace uživatele.

### Stránky a jejich úpravy
V tradičních wiki systémech je každá stránka reprezentována třemi způsoby: HTML kód, stránka jako výsledek zobrazení tohoto kódu prohlížečem a uživatelsky editovatelný zdrojový kód, ze kterého serverem vytváří HTML kód. Posledně jmenovaný formát, známý jako wikitext, je psán ve zjednodušeném značkovacím jazyku, jehož styl a syntaxe může být v jednotlivých implementacích odlišná.
Důvodem k tomuto návrhu je, že HTML se svou velkou zásobou vnořených tagů je velmi komplikovaný pro rychlou editaci a odvádí pozornost od obsahu stránky. To, že uživatelé nemohou využít veškerou funkcionalitu, kterou HTML poskytuje, jako je JavaScript a CSS, se jeví spíše jako výhoda, protože je tím zajištěna konzistence vzhledu.
| Syntax v systému MediaWiki | Odpovídající kód HTML | Zobrazený výstup |
| --- | --- | --- |
| „''Doktor''? Žádný jiný titul? Nějaký ''učenec''? A ten je nadřazen civilním úřadům?“ „Jistě,“ odvětil Hardin vlídně. „Všichni jsme více či méně učenci. Koneckonců, tohle není normální planeta, ale vědecká nadace podřízená císaři osobně.“ | <p> „<i>Doktor</i>? Žádný jiný titul? Nějaký <i>učenec</i>? A ten je nadřazen civilním úřadům?“ </p> <p> „Jistě,“ odvětil Hardin vlídně. „Všichni jsme více či méně učenci. Koneckonců, tohle není normální planeta, ale vědecká nadace podřízená císaři osobně.“ </p> | „Doktor? Žádný jiný titul? Nějaký učenec? A ten je nadřazen civilním úřadům?“ „Jistě,“ odvětil Hardin vlídně. „Všichni jsme více či méně učenci. Koneckonců, tohle není normální planeta, ale vědecká nadace podřízená císaři osobně.“ |

(Výňatek z knihy Nadace Isaaca Asimova, překlad Viktor Janiš – použit se svolením)
Některé moderní wiki systémy používají odlišnou metodu: poskytují WYSIWYG editaci, obvykle prostřednictvím ovládacích prvků ActiveX nebo pluginů, které překládají graficky vytvářené formátovací instrukce jako je „tučně“ a „kurzívou“ do odpovídajících HTML tagů. V těchto implementacích uložení změn znamená odeslání nové HTML verze stránky na server, i když uživatel je odstíněn od těchto technických detailů, protože značkování se generuje transparentně. Uživatelé, kteří nemají potřebný plugin, většinou mohou stránku stále editovat, obvykle přímou editací řádkového HTML kódu.
Formátovací instrukce, které wiki dovolují, se značně různí v závislosti na použitém wiki engine. Jednoduché wiki systémy umožňují pouze základní formátování textu, zatímco ty složitější mají podporu pro tabulky, obrázky, vzorce, nebo i interaktivní elementy jako ankety a hry. Z těchto důvodů je v současnosti vyvíjena snaha definovat Wiki Markup Standard.